# پنینا تامانو شاتا
پنینا تامانو شاتا (عبری: פְּנִינָה תְּמַנּוּ־שָׁטָה؛ زاده ۱ ژانویه ۱۹۸۱)، وکیل، روزنامه‌نگار و سیاست‌مدار اهل اسرائیل است. او یکی از اعضای کنست در اتحاد آبی و سفید و نخستین زن اهل اتیوپی است که موفق به تصاحب کرسی کنست شده‌است. او بعد از ترک حزب یش عتید در ۲۹ مارس ۲۰۲۰، به اتحاد آبی و سفید پیوست. در ۱۵ مه ۲۰۲۰، وی به عنوان نخستین اسرائیلی اتیوپیایی‌تبار، به مقام وزارت دولت وحدت نخست‌وزیر بنیامین نتانیاهو و معاون نخست‌وزیر بنی گانتس، رسید.

## اوایل زندگی
تامانو شاتا در ووزابا، روستایی واقع در نزدیکی شهر گوندار در منطقه امهارا در شمال اتیوپی، به دنیا آمد. هنگامی که او سه ساله بود؛ به همراه خانواده اش در طول مهاجرت یهودیان اتیوپیایی از سودان معروف به عملیات موسی، به اسرائیل مهاجرت کرد. او، پنج برادر و پدرش در میان تقریباً ۷۰۰۰ یهودی اتیوپیایی بودند که از نوامبر ۱۹۸۴ تا ژانویه ۱۹۸۵، به صورت هوایی توسط موساد از کشور خارج شدند. مادرش نیز چند سال بعد به آن‌ها پیوست.
وی در کالج آکادمیک اونو در کریات اونو در منطقه تل آویو در رشته حقوق تحصیل کرد و معاون رئیس انجمن ملی دانشجویان اتیوپیایی شد.
بین سال‌های ۲۰۰۷ تا ۲۰۱۲، وی به عنوان خبرنگار کانال ۱ فعالیت می‌کرد.

## زندگی سیاسی
قبل از انتخابات کنست ۲۰۱۳، تامانو شاتا به حزب جدید یش عتید پیوست و در جایگاه چهاردهم لیست حزب قرار گرفت. او به عنوان کرسی ۱۹ حزب، به عضویت کنست درآمد. او برای انتخابات ۲۰۱۵، در جایگاه سیزدهم لیست حزب قرار گرفت اما کرسی خود را از دست داد؛ زیرا سهم این حزب به ۱۱ کرسی کاهش یافت.
در سال ۲۰۱۳، او قصد انتقال خون داشت اما به او گفته شد که: «به علت ترس از شیوع ویروس ایدز، اسرائیلی‌های اتیوپیایی نمی‌توانند خون اهدا کنند.»
او در ۹ فوریه ۲۰۱۸، به عنوان جانشین یاکوف پری، به کنست بازگشت. یاکوف پری به دنبال اتهاماتی مبنی بر افشای اطلاعات در طی تحقیقات فساد بیست سال گذشته، از سمت خود استعفا داده بود. قبل از انتخابات آوریل ۲۰۱۹، یش عتید بخشی از آبی و سفید شد و تامانو شاتا در جایگاه ۲۴ لیست اتحاد قرار گرفت. وی به عنوان کرسی ۳۵ آبی و سفید، مجدداً انتخاب شد. در سپتامبر ۲۰۱۹، وی دوباره انتخاب شد. او پس از انتخابات مارس ۲۰۲۰، به عنوان وزیر مهاجرت منصوب شد.

## زندگی شخصی
وی متأهل و مادر دو فرزند است. او به همراه خانواده اش در پتخ تیکوا زندگی می‌کند.